# Call It Love (Felix Jaehn & Ray Dalton)
Call It Love is een nummer van de Duitse dj Felix Jaehn uit 2022, ingezongen door de Amerikaanse zanger Ray Dalton.
"Call It Love" kent een positieve en opbeurende tekst gaat over twee mensen die verliefd op elkaar worden en hun relatie als liefde willen bestempelen. Het nummer werd een (radio)hit in diverse Europese landen. Zo bereikte het een bescheiden 18e positie in Jaehns thuisland Duitsland. In de Nederlandse Top 40 was de plaat succesvoller met een 6e positie, terwijl het succes in de Vlaamse Ultratop 50 weer kleiner was met een 22e positie.

## Tracklijst
- Muziekdownload

1. "Call It Love" - 2:34